# Takiji Kobayashi
Takiji Kobayashi (小林 多喜二, Kobayashi Takiji, 13 de outubro de 1903 – 20 de fevereiro de 1933) foi um autor japonês de literatura proletária.
Sua principal obra é Kani Kōsen, ou O navio-fábrica caranguejeiro, publicado em 1929. Conta a história da dura vida dos trabalhadores a bordo de um navio de conservas e o início de sua revolta contra a empresa que os emprega e seus administradores.
O jovem escritor morreu em decorrência de torturas após ser preso pela polícia de Tokkō, com 29 anos de idade.

## Biografia
Kobayashi nasceu em Odate, Akita, Japão. Aos quatro anos, sua família mudou-se para Otaru, Hokkaido. A família não era rica, mas o tio de Kobayashi pagou os custos de sua educação e ele frequentou a escola de comércio de Otaru, a atual Universidade de Comércio de Otaru. Durante os estudos, ele se interessou por escrever e enviou ensaios para revistas literárias, serviu no comitê editorial da revista da associação de ex-alunos de sua escola e também teve seus próprios escritos publicados. Um de seus professores na escola era o economista, crítico e poeta Nobuyuki Okuma. Por volta dessa época, devido às dificuldades financeiras e à atual recessão econômica da época, ele se juntou ao movimento operário.
Depois de se formar na escola, ele trabalhou na filial do Banco Hokkaido Takushoku em Otaru. Na eleição geral de 1928, Kobayashi ajudou na campanha do candidato eleitoral Kenzo Yamamoto e foi ao discurso de campanha de Yamamoto em uma vila próxima ao Monte Yōtei. Essa experiência foi posteriormente incorporada em seu livro "Higashikutchankō" (東倶知安行, Higashikutchankō) . No mesmo ano, sua história15 de março de 1928 (baseada no incidente de 15 de março) foi publicada na revista literária Senki ("Padrão de Batalha", em japonês). A história retratava a tortura pela polícia especial superior de Tokkō, o que gerou animosidade no governo. 
Em 1929, o romance Kanikōsen sobre a tripulação de um navio de pesca de caranguejo determinada a enfrentar um chefe cruel foi publicado em Senki . Rapidamente ganhou notoriedade e tornou-se um porta-estandarte da literatura proletária marxista . Em julho daquele ano, foi adaptado para uma apresentação teatral e apresentado no Imperial Garden Theatre com o título "Ao norte da latitude 50" (北緯五十度以北) . O texto completo de Kanikōsen, agora com o comprimento de um romance curto, não esteve disponível no Japão até 1948. Kanikōsen foi posteriormente publicado três vezes.
A polícia (em particular a Tokubetsu Kōtō Keisatsu ou Tokkō) identificou Kobayashi como um agitador e o colocou sob vigilância. A publicação de "O proprietário ausente" (不在地主, Fuzaijinushi)  na revista Chūōkōron foi motivo para sua demissão de um cargo recém conseguido num banco.
Na primavera de 1930, Kobayashi mudou-se para Tóquio e tornou-se o secretário-geral da Guilda dos Escritores Proletários do Japão. Em 23 de maio, ele foi preso sob suspeita de dar apoio financeiro ao Partido Comunista Japonês e foi temporariamente libertado em 7 de junho. Após retornar a Tóquio em 24 de junho, ele foi novamente preso e em julho, devido a Kanikōsen, ele foi indiciado por crime de lesa-majestade. Em agosto, ele foi processado sob a Lei de Preservação da Paz de 1900 e foi preso na Penitenciária de Toyotama. Em 22 de janeiro de 1931, ele foi libertado sob fiança. Ele então se isolou na cidade termal Nanasawa, na província de Kanagawa. Em outubro de 1931, Kobayashi tornou-se oficialmente membro Partido Comunista do Japão.
Em novembro, ele visitou a casa de Naoya Shiga na prefeitura de Nara e, na primavera de 1932, passou para a clandestinidade.
Em 20 de fevereiro de 1933, Kobayashi foi a um ponto de encontro em Akasaka para se encontrar com um colega do Partido Comunista, que revelou ser um espião Tokkō que havia se infiltrado no partido. Os Tokkō o estavam procurando e, embora ele tenha tentado escapar, foi capturado e preso. Kobayashi foi levado para a Delegacia de Polícia de Tsukiji, onde foi torturado. As autoridades policiais anunciaram no dia seguinte que Kobayashi morreu de ataque cardíaco.

## Legado

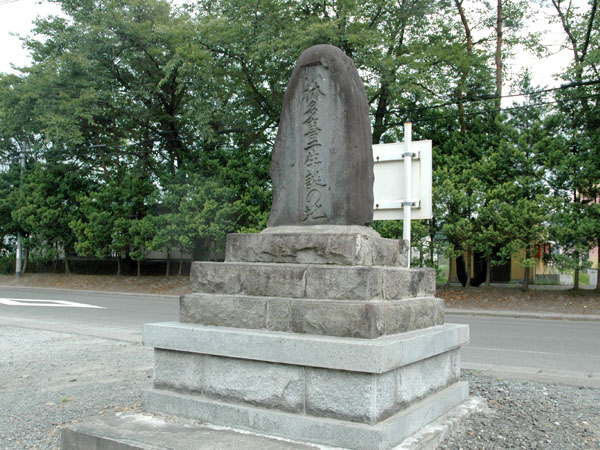
Memorial para Takiji Kobayashi, em frente à Estação Shimokawazoi em Odate, Akita

### Best-seller de 2008
Em 2008, Kanikōsen se tornou um best-seller graças a uma campanha publicitária ligando o romance aos trabalhadores pobres.

### Biblioteca Takiji
A Biblioteca Takiji foi estabelecida por Sano Chikara, um empresário que se formou na alma mater de Kobayashi, a Universidade de Comércio de Otaru . A Biblioteca Takiji se tornou uma referência cultural. Patrocinou a publicação de dez livros, incluindo uma versão em mangá da principal obra de Kobayashi.